# Nokia 8

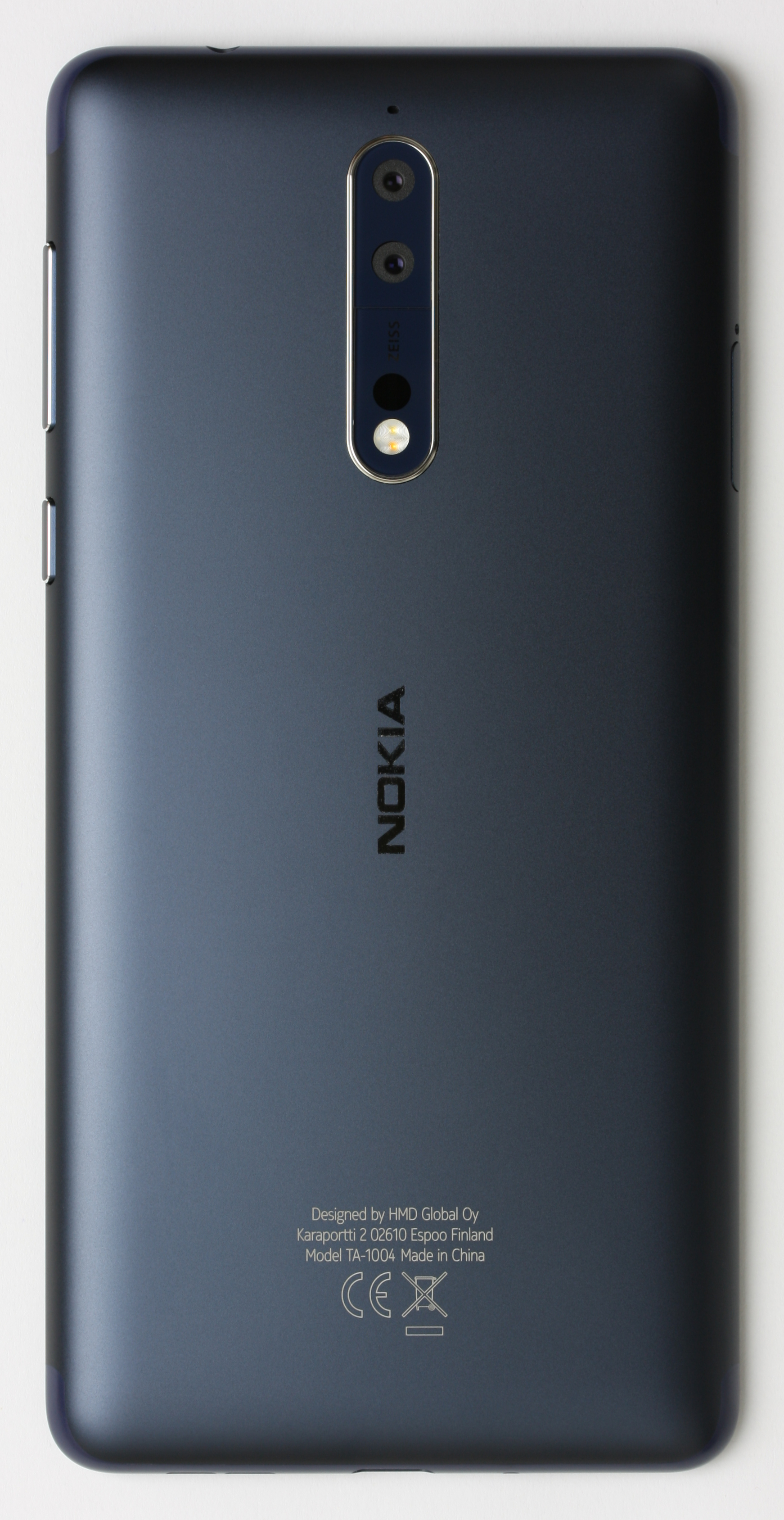
Retro di Nokia 8

Nokia 8 è uno smartphone di fascia alta prodotto da HMD Global con marchio Nokia. Annunciato il 16 agosto 2017 a Londra, è il primo top di gamma sviluppato da HMD Global ed è equipaggiato con il sistema operativo Android Nougat. Il telefono è in vendita in Europa dal settembre 2017. Nokia 8 è il primo dispositivo di fascia alta marchiato Nokia dopo il Nokia Lumia 930 del 2014.

## Caratteristiche tecniche

### Hardware e design
Il dispositivo è equipaggiato di un chipset Qualcomm Snapdragon 835 octa-core con GPU Adreno 540. 
Ha connettività 2G GSM, 3G HSPA, 4G LTE, Wi-Fi 802.11 a/b/g/n/ac dual-band, Bluetooth 5.0, A-GPS, GLONASS, BDS, NFC e USB-C 3.1. 
Lo schermo è un 5,3" QHD protetto da un Corning Gorilla Glass 5.
Il telefono è caratterizzato dalla presenza di due fotocamere posteriori, di cui una a colori e una in bianco e nero, con ottica Zeiss, autofocus laser, doppio flash LED dual-tone, entrambe da 13 megapixel con f/2.0 e registrazione video 4K@30fps e da una fotocamera anteriore anch'essa da 13 megapixel.
Ha un sistema audio Nokia OZO 24-bit con microfono dedicato di cancellazione del rumore e una batteria agli ioni di litio non removibile da 3090 mAh. Ha la certificazione IP54.

#### Nokia 8 Sirocco
Nella versione Nokia 8 Sirocco presentata al Mobile World Congress 2018 è stato rivisto il design, con schermo con bordi laterali curvi edge-to-edge, fronte e retro in vetro e bordi in acciaio; la fotocamera posteriore rivista con un sensore da 12 megapixel grandangolare e un sensore da 13 megapixel con zoom ottico 2x, mentre quella anteriore è ridotta a 5 megapixel. È stato rimosso il jack audio da 3,5 mm, presente nel Nokia 8 originale. Infine il Nokia 8 Sirocco adotta nativamente Android 8.1 Oreo con Android One.

### Software
Come il Nokia 3, il Nokia 5 e Nokia 6, è dotato del sistema operativo Android 7.1.1 Nougat in versione stock con minime differenze. Una differenza è l'applicazione della fotocamera, adattata alla funzione doppia fotocamera posteriore del telefono. Viene inoltre fornito con una funzione del display simile al precedente sistema Glance di Nokia sulla serie Lumia. Il telefono ha inoltre ricevuto l'aggiornamento ad Android 8.0 Oreo e ad Android 9.0 Pie.